# Marko Babić (militar)
Marko Babić (16 de febrero de 1965 - 5 de julio de 2007) fue un oficial del Ejército de Tierra Croata (coronel en el momento de la muerte) que sirvió durante la Guerra de Croacia. Su más notable contribución fue durante la batalla de Vukovar, donde llevó la defensa de Trpinjska Cesta.
Babić era el segundo al mando del 3.º Batallón de la 204.ª Brigada de Vukovar, solo por debajo de Blago Zadro. Esta área era una de las maneras más directas de atacar Vukovar, y fue apuntada por las fuerzas del Ejército Popular Yugoslavo (JNA, serbocroata: Jugoslovenska narodna armija) para lograr un ataque con tanques a la ciudad. En consecuencia, durante el período del 14 al 20 de septiembre de 1991, la JNA lanzó algunos de los mayores ataques de tanques e infantería a la ciudad.
Uno de ellos se inició el 18 de septiembre desde el norte de Trpinjska Cesta por el 51.º Batallón de la Brigada Mecanizada de la JNA, de unos 30 tanques y 30 transportes blindados de personal. Estos cayeron en una emboscada, y casi todos fueron derrotados; como resultado, el área donde ocurrieron los combates fue apodado Cementerio del Tanque.
Se atribuye a Marko Babić la destrucción de catorce tanques, más que a nadie en la batalla de Vukovar. El segundo episodio del documental de televisión de 2005, Heroes of Vukovar, está dedicado a Babić y a sus luchadores.
Murió el 5 de julio de 2007 a la edad de 42 años, como resultado de haber sufrido un ataque al corazón.